# シンシア・ローズ
シンシア・ローズ（Cynthia Rhodes,  1956年11月21日 - ）は、アメリカ合衆国の女優である。

## 来歴
1956年、テネシー州ナッシュビルに生まれる。幼い頃からナッシュビル内にあるアミューズメント・パークで歌手およびダンサーとして活動した経験があり、高校時代までその仕事を続けた。器械体操も極め、フラッシュダンスやステインアライブでもバク転、バク宙を披露している。1980年に小さな役柄ながらダンサーとしてファンタジーミュージカル映画『ザナドゥ』へ出演。1983年に出演したミュージカル映画『フラッシュダンス』で注目され、その後もSF映画『未来警察』でトム・セレックと共演するなどの活躍を見せた。1988年から1990年までアニモーションのリードボーカルを務めた。

### 私生活
1989年にシンガーソングライターとして活動するリチャード・マークスと結婚し、2人の間には3人の子供が生まれている。また家庭を持ったこともあり、1991年に出演したアドベンチャー映画『クリスタル・アイ/秘宝伝説』を最後にローズ自身女優活動を行っていない。2013年、ローズとマークスは離婚した。

## 出演作品

### 映画
- ザナドゥ Xanadu (1980)
- The Tubes: Tubes Video (1982) ※ビデオ作品
- フラッシュダンス Flashdance (1983)
- ステイン・アライブ Staying Alive (1983)
- 未来警察 Runaway (1985)
- ダーティ・ダンシング Dirty Dancing (1987)
- クリスタル・アイ/秘宝伝説 Curse of the Crystal Eye (1991)

### テレビドラマ
- Music Hall America (1976)
- ファンタジー・アイランド Fantasy Island (1984)

### ミュージック・ビデオ
- ロザーナ Rosanna (1982)
- Finding Out The Hard Way(1983)※「ステイン・アライブ」挿入歌
- Don't Mean Nothing　Richard Marx(1987)
- Room to move Animotion(1989) ※「花嫁はエイリアン」挿入歌
- Calling it love　Animotion(1989)

## 参照
1. 1 2  “Cynthia Rhodes Biography”. 2014年8月16日閲覧。
2. ↑  http://www.hollywood.com/celebrities/190895/cynthia-rhodes#milestones